# Circus Carl Busch

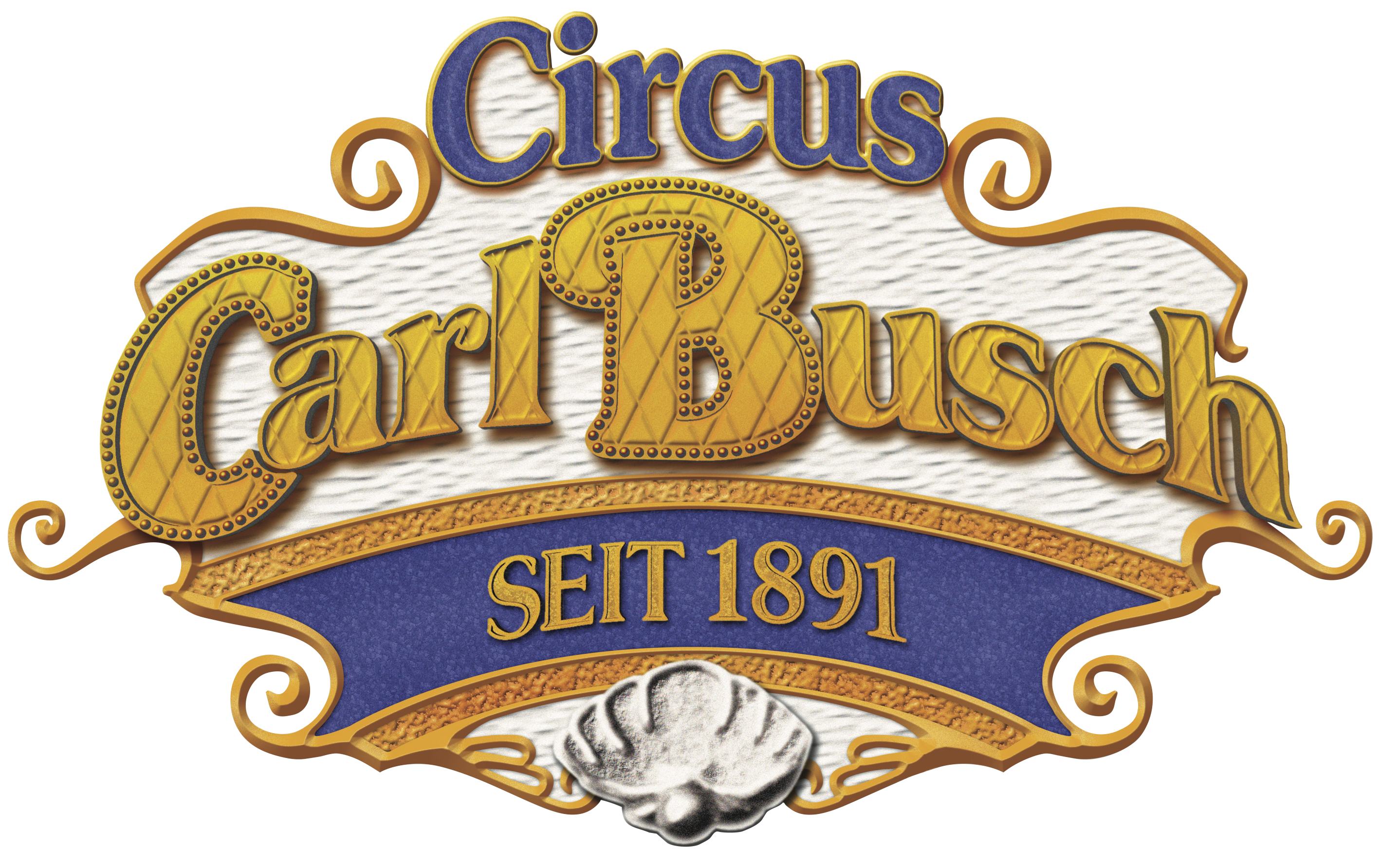
Logo des Circus Carl Busch

Der Circus Carl Busch ist eines der größten Zirkusunternehmen in Deutschland und firmiert seit 2014 unter dem Namen Deutscher Nationalcircus Carl Busch.

## Geschichte
Der Circus Carl Busch wurde 1891 von Carl Busch sen. in Nürnberg gegründet und entstammt der Linie Circus Jacob Busch. Begonnen hatte Carl Busch als Gewichtheber auf Jahrmärkten. Im Laufe der Zeit rekrutierte er immer mehr Artisten und veranstaltete die ersten Shows. Innerhalb weniger Jahre erreichte der Zirkus große Bekanntheit.
In den 1980er-Jahren lag die Direktion bei Isabella und Alfred Scholl (zuvor Circus Carl Althoff), die die frühere Größe wieder erreichen konnten. Nach dem Tod von Alfred Scholl wurde Alfons Willeam Direktor. Dieser war der Sohn von Heinz Wille, dem Direktor des ehemaligen Circus Berlin, der heute von dessen zweitem Sohn Heiner und seinen Söhnen unter dem Namen Circus William weitergeführt wird.
Das Unternehmen fühlt sich der Tradition des europäischen Zirkus verpflichtet und präsentiert sowohl Artistik mit wechselnden internationalen Künstlern wie auch eine Vielzahl hauseigener Tiernummern. Die ersten Tiere von Carl Busch waren Pferde. Sie zogen die Wagen und zeigten Kunststücke.
Der Großzirkus befindet sich heute im Besitz von Zirkusleuten der vierten und fünften Generation.
Am 23. Oktober 2009 wurde während des Gastspiels in Stuttgart eine neue Zeltanlage eingeweiht und am 30. November desselben Jahres in Bayreuth gesegnet.

## Direktion
Die Mitglieder der Familie Wille-Busch stellen die Direktion:
- Marion Wille-Busch geb. Brumbach, Seniorchefin
- Natascha Wille-Busch, Juniorchefin
- Manuel „Chicco“ Wille-Busch, Chef
- Alfons Wille Busch, Juniorchef, Sohn von Manuel „Chicco“ Wille-Busch

## „Chiccoland“
Der Circus Carl Busch hat im Jahre 2004 im mittelfränkischen Dürrwangen-Haslach, dem Wohnsitz und Winterquartier der Familie Wille-Busch, das Freizeitland Chiccoland mit großem Streichelzoo eröffnet. Es wurden großräumige Gehege und Unterkünfte eingerichtet. Hier finden auch altgewordene Dressurtiere ihr „Gnadenbrot“. Inzwischen wurde Chiccoland in Wille-Kinderzoo umbenannt. Weiterhin leben hier ehemalige Zirkustiere. Außerdem gibt es eine Reihe an Spielmöglichkeiten wie z. B. Hüpfburgen für Kinder.